# Кёнигштайн (графство)
Графство Кёнигштайн (нем. Grafschaft Königstein) — государство в составе Священной Римской империи, существовавшее с 1505 по 1806 г. Входило в состав Верхнерейнского имперского округа.

## История

### Дом Эпштайн
6 августа 1505 г. император Священной Римской империи Максимилиан I даровал титул лордов Кенигштейна, Эппштейна и Мунценберга братьям Эберхарду, Джорджу и Филиппу из дома Эпштайн. Однако все трое не оставили мужского потомства, и им наследовал сын их сестры Анны от Бото Штольберга. Согласно имперской экзекуции от 1521 г. графы Кенигштейн должны были предоставить четырёх кавалеристов и тринадцать пехотинцев на случай войны.

### Дом Штольберг
После того, как Эберхард IV Эппштейн умер 25 мая 1535 года, графство унаследовал его наследник Людвиг Штольберг, который был его соправителем с 1527 г. Он ввёл Реформацию и реорганизовал церковь, хотя аббатство Мариеншлосс успешно противостояло ему. Людвиг не оставил мужского потомства, унаследовавший престол его брат Кристоф Штольберг тоже умер без оного.

### Имперское владение
После этого курфюрст Майнца Даниель Брендель фон Гомбург объявил, что графство является свободным имперским владением (оберамт), которым будет управлять его брат Альбрехт Георг Штольберг как доверенное лицо императора Рудольфа II, а курфюрст будет рейхскомиссаром. Графы Штольберга безуспешно жаловались в Имперский камеральный суд, и, графство просуществовало до создания Рейнского союза в 1806 г., когда Кёнигштайн был передан Великому герцогству Гессен.